# Chemins de fer des Montagnes neuchâteloises
Les chemins de fer des Montagnes neuchâteloises (CMN) sont issus du regroupement de deux compagnies ferroviaires en Suisse dans le canton de Neuchâtel :
- Le Régional des Brenets (RdB)
- Ponts - Sagne - Chaux de Fonds (PSC)

## Histoire
Cette fusion a eu lieu le 1er janvier 1947. En 1999, les Chemins de fer des Montagnes neuchâteloises fusionnent avec les  Transports du Val-de-Ruz et le chemin de fer régional du Val-de-Travers pour former les Transports régionaux neuchâtelois.

## Les lignes
- Le Locle - les Brenets (4,1km) : ouverture le 1er septembre 1890[4],
- Les Ponts-de-Martel - La Chaux-de-Fonds : (16,2km) : ouverture le 26 juillet 1889[5],

Ces lignes sont construites à l'écartement métrique et exploitées en traction à vapeur.

## Électrification
L'électrification réalisée à la tension de 1500 volts en courant continu, a été mise en service aux dates suivantes :
- le 13 mai 1950 sur la ligne des Ponts de Martel,
- le 1er juillet 1950 sur la ligne des Brenets.